# Donald Crowhurst

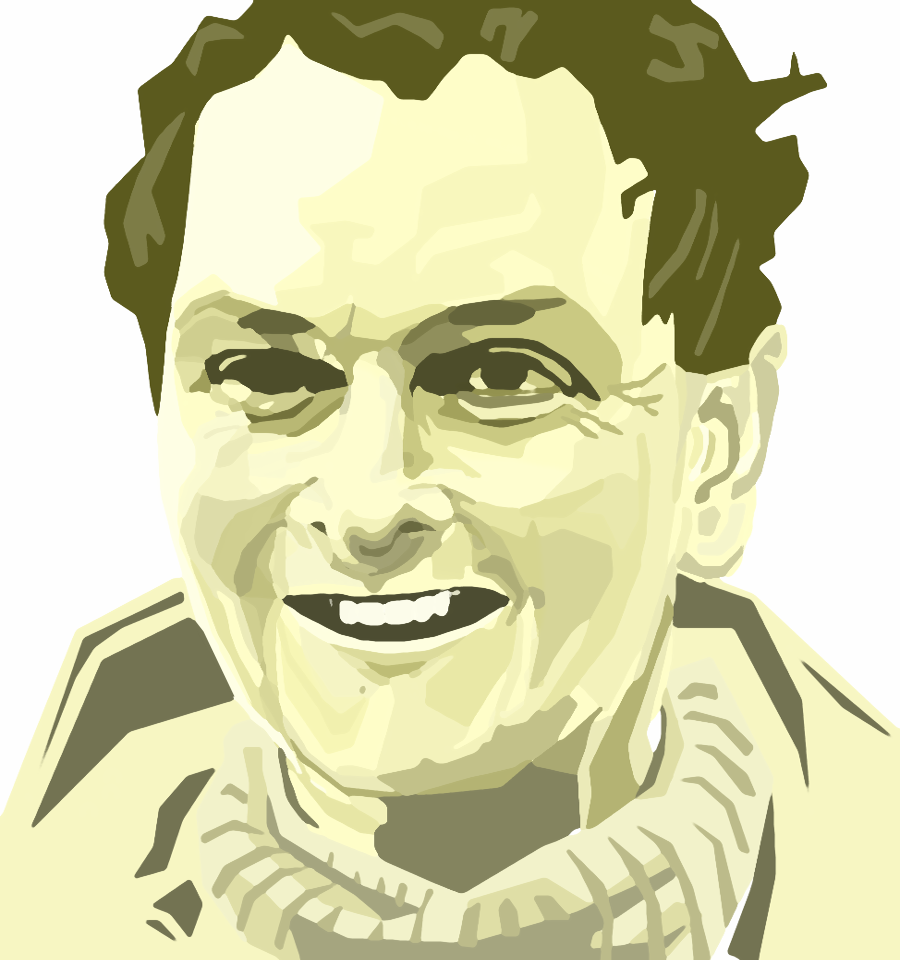
Donald Crowhurst retratado artísticamente por Swen Dois

Donald Crowhurst (1932 - 1969) fue un veterano de la Real Fuerza Aérea Británica y navegante aficionado de veleros, quien murió mientras competía fraudulentamente en la regata Sunday Times Golden Globe Race, una competición que consiste en circunnavegar el mundo.

## Motivaciones
Crowhurst era el dueño de una pequeña empresa de productos electrónicos para la navegación marina que se encontraba al borde de la bancarrota. Enterado de que podía salvar su negocio gracias al premio de 5.000 libras decidió participar en la competición a pesar de que era un auténtico novato en navegación en alta mar.  Si lograba completar el viaje y aún mejor sí lograba ganar alguno de los dos premios en dinero que ofrecía la competición: -el navegante mas rápido- y el primero en llegar a destino, su situación financiera mejoraría y de pasada subiría el valor de su empresa.
Proporcionó datos falsos sobre su verdadera ubicación, sin dejar nunca el Océano Atlántico. Al final, desesperado por los resultados que debería sustentar y, al parecer bajo serios problemas mentales que fueron más tarde descubiertos en sus diarios de navegación, fue encontrada su embarcación a la deriva en medio del Atlántico, intacta pero vacía. “No existen pistas sobre lo que ocurrió con Crowhurst,” informó Time, pero sus entradas finales en su cuaderno de bitácora llevaron a muchos a creer que se suicidó.

## La competición "Golden Globe"

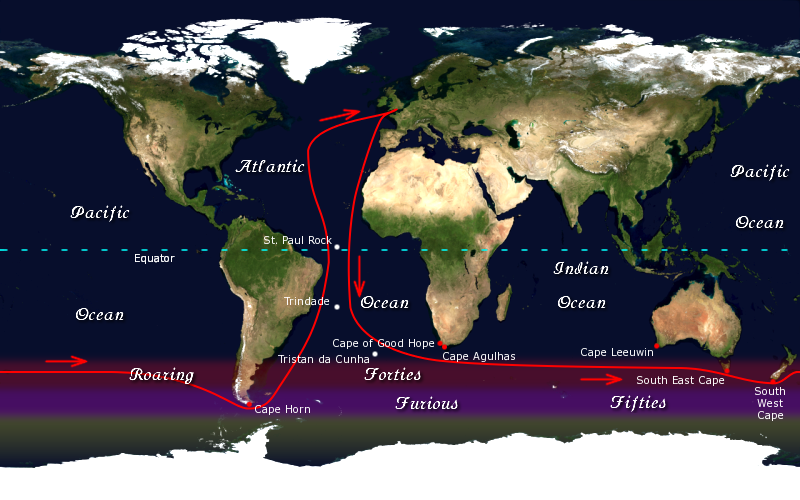
La ruta del Golden Globe Race.

Esta regata fue inspirada por el éxito de Francis Chichester en su viaje alrededor del mundo con una sola parada, deteniéndose sólo en Sídney, Australia. La gran publicidad debida a su logro obtenido había llevado a varios de los marineros a planificar el siguiente paso: un viaje sin paradas alrededor del mundo en velero.
El Sunday Times fue el patrocinador de ésta, la primera circunnavegación sin escalas. Los participantes estaban obligados a comenzar entre el 1 de junio y 31 de octubre de 1968, con el fin de pasar a través del Océano Antártico durante el verano. Los premios ofrecidos fueron el trofeo Golden Globe por la primera circunnavegación en solitario, y un premio de £ 5,000 en efectivo para los más rápidos. Esta era una suma considerable para la época, equivalente a £ 58,100 en 2005.
Los demás concursantes fueron Robin Knox-Johnston, Nigel Tetley, Bernard Moitessier, Chay Blyth, John Ridgway, William King, Alex Carozzo y Loïck Fougeron.

## El viaje

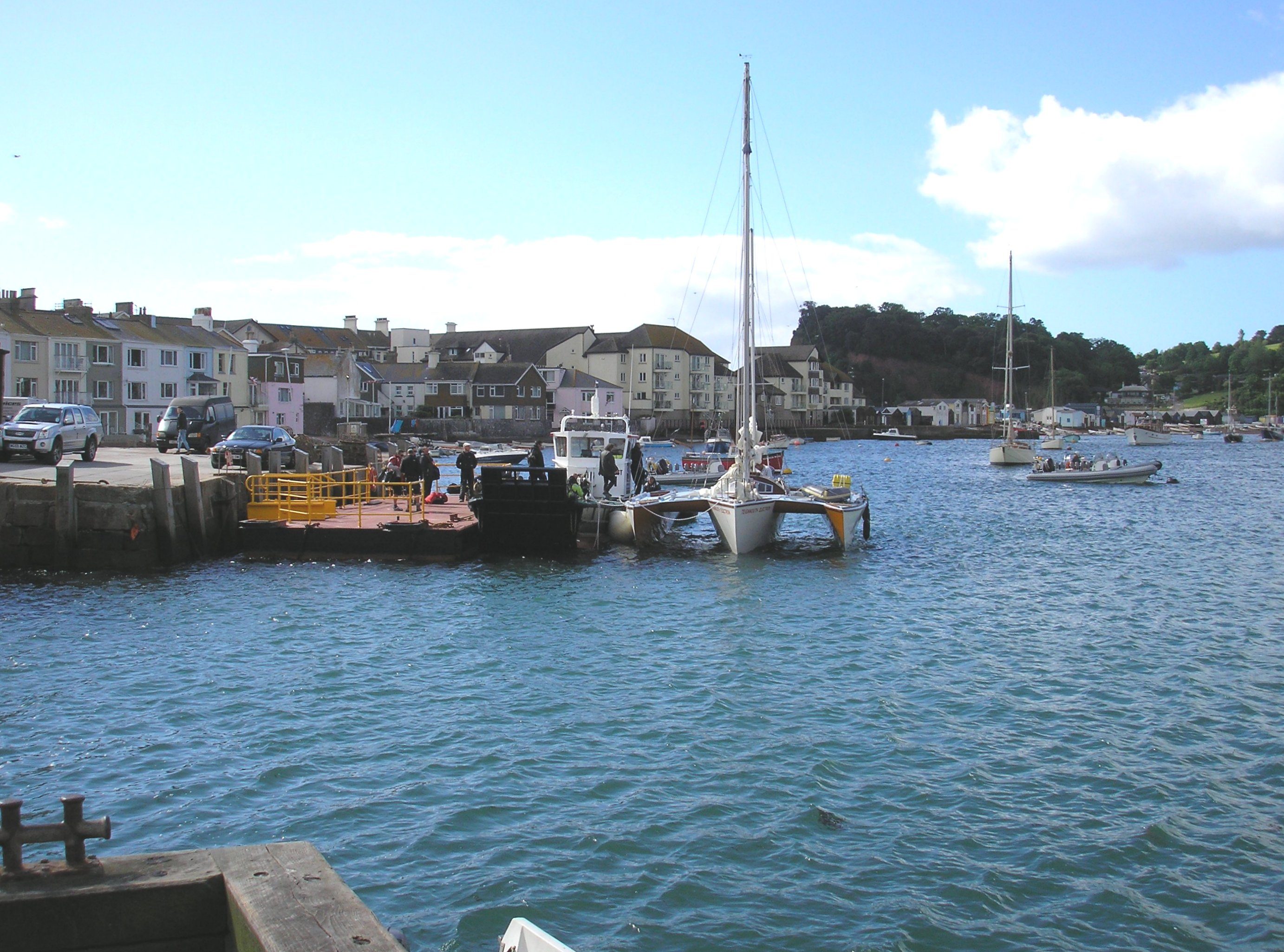
Reproducción del velero trimarán de Crowhurst-Teignmouth Electrón- para el film The Mercy (2018)

Crowhurst, quien pasaba por un mal momento financiero en su pequeña compañía, se enteró en 1968 de la competencia. Hipotecó su casa como respaldo para comprar un trimarán, un velero de tres cascos y dos palos que alcanzaba buenas velocidades; pero puede ser peligroso en mar abierto tormentoso. De este modo obtuvo la financiación, pero debería devolver el dinero si no lograba completar la regata y de paso quedar en la ruina junto a su esposa y cuatro hijos. 
Crowhurst se convirtió en una celebridad nacional, cuenta el Daily Mail. Se apresuró para instalar sus propios aparatos de navegación y de seguridad en su velero – bautizado como el Teignmouth Electrón – antes de la fecha límite del 31 de octubre, pero no pudo completar su trabajo a tiempo. 
Temiendo la ruina económica se negó a echarse atrás y decidió partir pese a todos los contratiempos que le surgieron. La mayoría de sus ideas para mejorar la seguridad del barco quedaron inconclusas. Esto unido a que Crowhurst tenía apenas experiencia como navegante aficionado en veleros monocasco, mas no en un trimarán.

## Partida y engaño
Crowhurst partió desde Teignmouth, Inglaterra el 31 de octubre de 1968, último día permitido para la salida de los competidores según las reglas de los organizadores. 
Desde el primer momento encontró serios problemas en su partida, las juntas de los escotillones no sellaban bien, el casco principal hacía agua, además los equipos no funcionaban correctamente y en las primeras semanas estaba haciendo apenas la mitad de la velocidad prevista. Según sus registros, se dio así mismo un 50% de probabilidades de sobrevivir si seguía en las mismas condiciones, en el supuesto de que arreglara los problemas con sus equipos antes de alcanzar el peligroso Océano Antártico. 
Crowhurst se vio confrontado con la opción de dejar la carrera y enfrentar la ruina y la humillación, o continuar hacía una muerte casi certera en su insegura embarcación, por lo cual abandonó en secreto la regata estableciendo silencio radial y haciendo creer al mundo que aún continuaba en la misma. 
A lo largo de noviembre y diciembre de 1968 la desesperación de su situación lo empujó a forjar un engaño elaborado. Planeó merodear en el Atlántico Sur durante varios meses, mientras los otros competidores navegaban por el Océano Austral. Incluso llegó a las costas argentinas (Cabo Valdés) en una recalada no planeada.
Entre tanto, falsificaba sus registros de navegación proporcionando a los organizadores datos incorrectos sobre su posición. Planeó un punto de regreso a Inglaterra donde se supusiera que ya había navegado lo mismo que sus oponentes, pero luego se dio cuenta de que sería prácticamente imposible sostener sus datos falsos ante el escrutinio de los jueces en la bitácora de navegación.

## Estado mental y muerte
El comportamiento de Crowhurst, según lo anotado en su registro indica que a medida que pasaba el tiempo y la soledad se apoderaba de su persona, este desarrolló  un estado psicológico complejo y auto conflictivo. Su compromiso de falsificar el viaje fue altamente contraproducente para su salud mental y él mismo estaba seguro de que despertaría sospechas. Pasó muchas horas tratando de acomodar meticulosamente las entradas falsas del registro, a menudo más difícil de completar que las entradas reales, debido a la investigación astronómica que requiere la navegación. 
En las últimas semanas muchas de las entradas de su registro mostraron un aumento de la irracionalidad. Al final, sus escritos durante el viaje - poemas, citas, entradas de registro real y falsa, y pensamientos al azar - ascendieron a más de 25.000 palabras. Los libros de registro incluyen un intento por construir una nueva interpretación filosófica de la condición humana que proporcione una vía de escape en situaciones imposibles. El número 243 aparece varias veces en estos escritos; él había previsto inicialmente terminar el viaje en 243 días, registró una distancia falsa de haber recorrido 243 millas náuticas (450 km) en un día (lo cual, de haber sido cierto hubiera representado un récord en la carrera), y pudo haber terminado su vida en el día 243 (1 de julio) de su viaje.
Su última entrada en el registro de viaje fue el 1 de julio de 1969, se supone sin evidencias que después saltó por la borda y se ahogó. El estado de la embarcación no era ruinoso y no dio ninguna indicación de haber sido golpeada por una ola gigante, o que cualquier accidente ocurrido pudiera haber provocado que Crowhurst cayera al mar desde la embarcación.
Si bien sus biógrafos, Tomalin y Hall, descartaron la posibilidad de que algún tipo de intoxicación alimentaria contribuyera a su deterioro mental, reconocen que tampoco hay suficiente evidencia para sostenerlo.

## La historia en los medios
En el año 2006 el canal de televisión británico Film Four comisionó un documental basado en la historia de Crowhurst, llamado Deep Water y narrado por Jean Badin y Tilda Swinton, basado en imágenes, archivos de vídeos del mismo Crowhurst y entrevistas. El documental se estrenó el 15 de diciembre de 2006 siendo muy bien recibido por la crítica. Fue el ganador ese año del premio a Mejor Documental en el Festival Internacional de Cine de Roma

## En el cine
La historia de Donald Crowhurst fue llevada al cine en la película de 2018  " Un océano entre nosotros" -(The Mercy) protagonizada por Rachel Weisz y Colin Firth.